# 博斯考恩 (新罕布什爾州)
博斯考恩（英語：Boscawen）是一個位於美國新罕布什爾州梅里馬克縣的鎮。

## 人口
根據2020年美國人口普查的數據，博斯考恩的面積為66.12平方千米，當中陸地面積為64.66平方千米，而水域面積為1.46平方千米。當地共有人口3998人，而人口密度為每平方千米60人。